# 月球23号
月球23号（俄语：Луна 23）属于苏联的第三代无人月球探测器。由于月球16号和月球20号只采集到月面下0.3米处的样本，该探测器被设计来采集月球表面深处的样本，但在着陆时出现了故障。